# Carrozze unificate II
Le carrozze unificate II (CU II; in tedesco Einheitswagen II – EW II; in francese voitures unifiées II – VU II) erano una serie di carrozze passeggeri delle Ferrovie Federali Svizzere.
Costruite dal 1965 al 1976 in 798 unità, avevano un aspetto molto simile alle carrozze unificate I.
Carrozze analoghe vennero fornite al gruppo EBT-SMB-VHB.